# Misty Upham
Misty Anne Upham (* 6. Juli 1982 in Kalispell, Montana; † 5. Oktober 2014 in Auburn, Washington) war eine US-amerikanische Schauspielerin.

## Leben
Misty Upham wurde 1982 in Kalispell als viertes von fünf Kindern eines Musiklehrers geboren. Die Vorfahren ihrer Familie waren Blackfoot-Indianer. Ihre Familie zog nach Seattle, als Upham acht Jahre war. Sie besuchte verschiedene Highschools im King County, Washington. Bereits als Teenager begann sie in der indianischen Theatergruppe Red Eagle Soaring mit der Schauspielerei. Daneben besuchte sie einen Young Shakespeare Workshop und trat am Freehold Theatre auf.
Nach dem Ende der Schulzeit schrieb sie ein eigenes Bühnenstück, das unter ihrer Regie und mit ihr als Schauspielerin am Seattle Nippon Kan Theatre inszeniert wurde. Eine Filmaufnahme der Inszenierung brachte ihr die Anfrage des Casting Directors Rene Haynes ein. Nach einem Monat folgte ihr Spielfilm-Debüt in Chris Eyres Drama Skins. Später übernahm Upham Rollen in diversen Fernsehfilmen und -Serien. 2006 trat sie in Rick Stevensons schwarzer Komödie Expiration Date auf. Im Sommer 2007 zog Upham nach Los Angeles um.
Dem internationalen Publikum wurde sie 2008 durch ihre Rolle als indianische Schmugglerin Lila im Filmdrama Frozen River an der Seite von Melissa Leo bekannt. Upham war bereits seit einigen Jahren in das Projekt involviert und schon 2004 gemeinsam mit Leo in dem Kurzfilm der Regisseurin Courtney Hunt aufgetreten, der als Inspiration für Frozen River diente. Für die Rolle in Frozen River nahm Upham 20 Kilo zu und ließ ohne Wissen der Regisseurin ihr hüftlanges Haar abschneiden, um die Rolle der Mohawk-Indianerin so wenig klischeebeladen wie möglich zu spielen. Die Rolle brachte Upham den American Indian Movie Award 2008 beim American Indian Film Festival und eine Nominierung für die beste weibliche Nebenrolle bei den Independent Spirit Awards 2009 ein.
Am 16. Oktober 2014 wurde Misty Upham tot in einem Wald in Auburn im US-Bundesstaat Washington aufgefunden. Zuletzt war sie am 5. Oktober 2014 lebend gesehen worden, als sie die Wohnung ihrer Schwester in der Nähe von Seattle verließ. Ihre Familie meldete sie einige Tage später als vermisst. Nach Untersuchungen der Polizei starb sie bereits am Tag ihres Verschwindens; ob durch ein Verbrechen, einen Unfall oder durch Selbsttötung blieb auch nach der Autopsie ungeklärt. Im Jahr 2017 wurden im Zuge des Harvey-Weinstein-Skandals Vorwürfe laut, sie sei durch Mitglieder der Produktionsfirma vergewaltigt worden.

## Filmografie
- 2002: Skins
- 2002: Auf Wiedersehen, Pet (Fernsehserie, Folgen 3x05–3x06)
- 2002: Skinwalkers (Fernsehfilm)
- 2002: DreamKeeper (Fernsehfilm)
- 2003: Edge of America (Fernsehfilm)
- 2006: Expiration Date
- 2008: Frozen River
- 2010: The Dry Land
- 2010: Big Love (Fernsehserie, 2 Folgen)
- 2012: Django Unchained
- 2013: Jimmy P. – Psychotherapie eines Indianers (Jimmy P: Psychotherapy of a Plains Indian)
- 2013: Im August in Osage County (August: Osage County)
- 2014: Cake

## Auszeichnungen und Nominierungen
Auszeichnungen
- American Indian Movie Award in der Kategorie Beste Nebendarstellerin für Frozen River
- EDA Female Focus Award in der Kategorie Beste Newcomerin für Frozen River
- Hollywood Film Award in der Kategorie Ensemble des Jahres für Im August in Osage County

Nominierungen
- Independent Spirit Award in der Kategorie Beste Nebendarstellerin für Frozen River
- Central Ohio Film Critics Association Award in der Kategorie Beste Nebendarstellerin für Frozen River
- Utah Film Critics Association Award in der Kategorie Beste Nebendarstellerin für Frozen River
- Screen Actors Guild Award in der Kategorie Bestes Schauspielensemble für Im August in Osage County
- Phoenix Film Critics Society Award in der Kategorie Bestes Ensemble für Im August in Osage County